# Hervormde kerk (Standdaarbuiten)

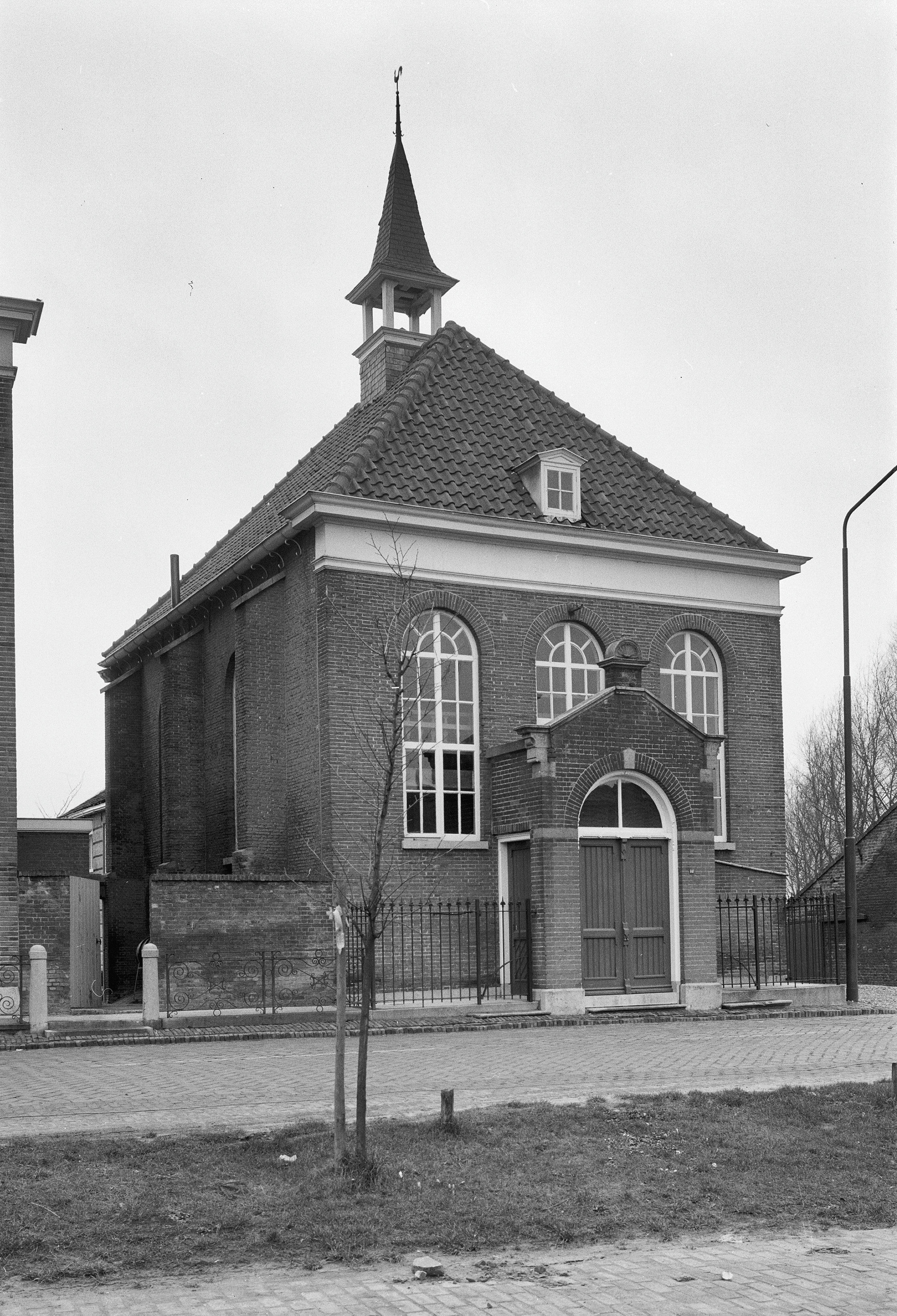
Hervormde kerk

De Hervormde kerk is een protestants kerkgebouw in de tot de Noord-Brabantse gemeente Moerdijk behorende plaats Standdaarbuiten, gelegen aan de Havenstraat 7.

## Geschiedenis
De hervormden moesten omstreeks 1810 de Dorpskerk weer aan de katholieken teruggeven. Zelf konden zij vanaf 1810 beschikken over een Lodewijkskerkje. In 2010 echter werd er de laatste dienst gehouden, want de gemeente was te klein geworden. Voortaan kerkte men in Fijnaart. 

## Gebouw
Het betreft een bakstenen zaalkerkje op rechthoekige plattegrond, gedekt door een schilddak waarop zich in het midden een klokkenruiter bevindt.
Het kerkje is geklasseerd als Gemeentelijk monument.